# Valamir
Valamir (gotisch vielleicht Walamer; * um 420; † 468/69) war König des ostgotischen Reichs in Pannonien von 447 n. Chr. bis zu seinem Tod.

## Leben
Valamir war der Sohn des Vandalarius und stammte aus der Familie der Amaler. Sein Vorgänger Thorismund war sein Onkel, den er nach seinem Tode beerbte. Darüber hinaus war er der Onkel des späteren Königs Theoderich. Als Vasall der Hunnen unterstützte Valamir deren König Attila, die weströmischen Provinzen an der Donau 447 zu überfallen. Vier Jahre später befehligte er das ostgotische Kontingent im hunnischen Heer, das damals die Schlacht auf den Katalaunischen Feldern ausfocht. Jedoch gelang es ihnen nicht, die Römer unter Aetius in dieser Schlacht zu bezwingen. Nach dem Tod Attilas 453 wechselte Valamir die Seiten und kämpfte zwischen 456 und 457 erfolgreich gegen die Hunnen, um die Unabhängigkeit seines Reiches zu erreichen.
Doch Valamir geriet auch bald mit den Römern in Konflikt. Sein Stamm durfte auf dem Boden des Oströmischen Reiches siedeln, was vertraglich vereinbart wurde, so dass die Goten nun oströmische Foederaten wurden. Allerdings war der Ostgotenkönig mit der Einhaltung der römischen Abgaben nicht zufrieden, was ihn bewegte, sein Heer 459 gegen Konstantinopel zu führen, zunächst ohne Erfolg. Der damalige Kaiser Leo I. war schließlich mit der Forderung, den Ostgoten eine jährliche Abgabe von 300 Goldpfund zu liefern, einverstanden, womit der Konflikt beendet und die Goten wieder Foederaten wurden. Während eines Kampfes mit den Skiren unter Edekon und den Donausueben unter Hunimund (in der neueren Forschung zumeist auf das Jahr 468 bzw. 469 bezogen) fiel Valamir von seinem Pferd und wurde anschließend getötet, wohingegen die Schlacht für die Goten siegreich endete (Jordanes, Getica 275f.).